# سن خوان دل ریو
سن خوان دل ریو (به اسپانیایی: San Juan del Río) از شهرهای کشور مکزیک است که در ایالت کرتارو قرار دارد و جمعیت آن طبق سرشماری سال ۲۰۱۰ میلادی ۱۳۸٬۸۷۸ نفر بوده است.